# Ježinac
Ježinac är en ort i Bosnien och Hercegovina.   Den ligger i entiteten Federationen Bosnien och Hercegovina, i den centrala delen av landet, 100 km norr om huvudstaden Sarajevo. Ježinac ligger 200 meter över havet och antalet invånare är 618.
Terrängen runt Ježinac är kuperad österut, men västerut är den platt.Runt Ježinac är det ganska tätbefolkat, med 93 invånare per kvadratkilometer.. Närmaste större samhälle är Gračanica, 14,2 km väster om Ježinac. 
Omgivningarna runt Ježinac är en mosaik av jordbruksmark och naturlig växtlighet.